# L'Invitation (film, 1952)
Pour les articles homonymes, voir L'Invitation.
Pour plus de détails, voir Fiche technique et Distribution.
L'Invitation (Invitation) est un film américain en noir et blanc réalisé par Gottfried Reinhardt, sorti en 1952. 
Le film relate l'histoire d'un couple dont le mariage est menacé par la découverte d'un secret. Sa chanson thème, Invitation, composée par Bronislaw Kaper, est devenue un standard de jazz.

## Synopsis
Ellen Pierce (Dorothy McGuire) est heureuse en mariage avec Dan (Van Johnson), qui est architecte. Ayant souffert d'une fièvre rhumatismale pendant son enfance, elle est restée avec une faiblesse cardiaque dont la gravité lui est inconnue. Son père aisé (Louis Calhern) et le médecin de famille (Ray Collins) ont choisi de lui cacher qu'elle n'a que quelques mois à vivre. 
Alors qu'elle rend visite à Maud Redwick (Ruth Roman), l'ancienne petite amie aigrie de Dan, celle-ci fait allusion au fait que Dan a été prêté à Ellen pour environ un an, faisant écho à une remarque qu'elle avait déjà faite au moment du mariage. Cet incident, auquel s'ajoute une invitation à une conférence médicale adressée à Dan, sont les premiers indices qui amènent Ellen à découvrir la vérité, non seulement sur son état de santé réel, mais aussi sur les circonstances ayant menées à son mariage : celui-ci a été planifié et arrangé par son père dans le but de lui faire vivre quelques moments de bonheur. 
Lorsque Dan apprend qu'elle a tout découvert, il avoue avoir d'abord rejeté l'offre du père d'Ellen, avant de se résoudre à l'accepter pour sauver sa carrière chancelante.  D'un même souffle, il affirme être depuis tombé profondément amoureux d'elle. 
C'est ainsi qu'il lui parle d'un certain docteur Toynberry, qui a mis au point un traitement pouvant la guérir. Il supplie alors Ellen d'accepter de subir l'opération qu'il a arrangée pour elle, les résultats devant être connus au printemps. Encaissant le choc de ces révélations, Ellen accepte de se soumettre aux procédures médicales. 
Le printemps suivant, Ellen apparaît en bonne santé, heureuse et toujours mariée à Dan. 

## Fiche technique
- Titre : L'Invitation
- Titre original : Invitation
- Réalisation : Gottfried Reinhardt
- Scénario : Paul Osborn et László Vadnay, d'après la nouvelle R.S.V.P. de Jerome Weidman (en)
- Musique : Bronislau Kaper
- Photographie : Ray June
- Montage : George Boemler
- Direction artistique : Cedric Gibbons, Urie McCleary
- Décorateur de plateau : F. Keogh Gleason, Edwin B. Willis
- Costumes : Helen Rose
- Producteur: Lawrence Weingarten
- Société de production et de distribution : Metro-Goldwyn-Mayer
- Pays de production :  États-Unis
- Langue d'origine : anglais américain
- Format : noir et blanc - 1.37:1 - son : Mono (Western Electric Sound System)
- Genre : film musical
- Durée : 84 min
- Genre : mélodrame
- Dates de sortie : 
  - États-Unis : 1er février 1952
  - France : 24 avril 1953

## Distribution
- Van Johnson : Daniel I. Pierce
- Dorothy McGuire : Ellen Bowker Pierce
- Ruth Roman : Maud Redwick
- Louis Calhern : Simon Bowker
- Ray Collins : docteur Warren Pritchard
- Michael Chekhov : docteur Fromm, un spécialiste consulté par Dan
- Barbara Ruick : Sarah
- Norman Field : Arthur, le chauffeur
- Matt Moore : Paul, le majordome
- Pat Conway : Bill
- Alex Gerry : professeur Redwick
- Lucille Curtis : Mme Redwick
- Lisa Gohm : Agnès, la gouvernante et cuisinière

## Musique
Le thème musical composé par Bronisław Kaper a d'abord été utilisé dans A Life of Her Own (1950), mais ce n'est qu'après la sortie de L'Invitation et sous le titre Invitation que cette mélodie est devenue un standard de jazz.

## Accueil
Selon les archives de la MGM, le film a rapporté 855 000 $ aux États-Unis et au Canada et 600 000 $ ailleurs dans le monde, entraînant pour le studio une perte de 178 000 $.